# Fujiwara no Fusasaki
Fujiwara no Fusasaki (藤原房前, , 681 - 737) foi um membro do Clã Fujiwara e fundador do Ramo Hokke dos Fujiwara (casa do norte).

## Vida
Fusasaki era filho de Fujiwara no Fuhito . Tinha o cargo de Sangi (Conselheiro de Quarto Escalão) no Daijō-kan.
Fundou o templo de Sugimoto-dera em Kamakura em 734. Uma lenda do templo afirma que a Imperatriz Komyo (701-760), no Período Nara (710-794), encarregou Fusasaki, então ministro de alto escalão, e um monge famoso chamado Gyōki (668-749) para a construção do templo que consagra uma estátua de Kan'non de Onze Faces, ou Ekadaza mukha em sânscrito, como o principal objeto de adoração. A estátua foi feita por Gyōki  que era um grande escultor 
Fusasaki morreu de varíola em 737.